# Sümeyye Aydoğan
Sümeyye Aydoğan (Estambul, 2 de abril de 1999) es una actriz, cantante y modelo turca.

## Biografía
De origen albanés, Sümeyye Aydoğan nació el 2 de abril de 1999 en Estambul (Turquía) de una familia originaria de las ciudades de Aydın y Edirne y es apasionada a la actuación desde la escuela primaria.

## Carrera
Sümeyye Aydoğan después de completar la escuela primaria y secundaria, de 2016 a 2022 continuó su educación universitaria en la Universidad Bilgi de Estambul, hasta que obtuvo su título de actuación. Durante sus años universitarios, participó en concursos de baile. Comenzó a trabajar y colaborar para la agencia Talento Management. En 2019 lanzó su primer sencillo titulado Ellerimde Çiçekler.
En el 2020 comenzó su carrera actoral con el papel de Diyar en la película Aile Hükümeti dirigida por Burak Demirdelen. En el mismo año, interpretó el papel de Oya en la película de Netflix Geçen Yaz. En 2021 interpretó el papel de Menekşe en la serie emitida en Show TV Kahraman Babam. En el mismo año interpretó el papel de Ceren en la serie emitida en Kanal D Sadakatsiz.
En 2022 fue elegida para interpretar el papel de Melisa Gerçek en la serie emitida en Star TV Duy Beni, junto a los actores Berk Hakman, Ege Kökenli, Rabia Soytürk y Caner Topçu. En el 2023 interpretó el papel de Yağmur Elem en la serie emitida en Fox Taçsız Prenses y el papel de Gece Olgun en la serie emitida en Kanal D Dönence, junto al actor Caner Topçu. En el mismo año interpretó el papel de Neriman en la miniserie de tabii Akif y el papel de Damla en la serie de BluTV Magarsus. En 2024 interpretó el papel de Leyla en la película Hatıran Yeter dirigida por Ömer Faruk Yardımcı. En el mismo año consiguió el papel de Aydan Güneş en la serie emitida en Fox, que más tarde se convirtió en Now Gaddar, junto a actor Çağatay Ulusoy.

## Filmografía

### Cine
| Año  | Título        | Personaje | Director            |
| ---- | ------------- | --------- | ------------------- |
| 2020 | Aile Hükümeti | Diyar     | Burak Demirdelen    |
| 2020 | Geçen Yaz     | Oya       | Ozan Açıktan        |
| 2024 | Hatıran Yeter | Leyla     | Ömer Faruk Yardımcı |

### Televisión
| Año           | Título         | Personaje     | Cadeña  | Notas        |
| ------------- | -------------- | ------------- | ------- | ------------ |
| 2021          | Kahraman Babam | Menekşe       | Show TV | 8 episodios  |
| 2021          | Sadakatsiz     | Ceren         | Kanal D | 29 episodios |
| 2022          | Duy Beni       | Melisa Gerçek | Star TV | 20 episodios |
| 2023          | Taçsız Prenses | Yağmur Elem   | Fox     | 10 episodios |
| 2023          | Dönence        | Gece Olgun    | Kanal D | 14 episodios |
| 2024-presente | Gaddar         | Aydan Güneş   | Fox/Now | ¿? episodios |

### Web TV
| Año  | Título   | Personaje   | Plataforma | Notas        |
| ---- | -------- | ----------- | ---------- | ------------ |
| 2023 | Akif     | Neriman     | tabii      | 13 episodios |
| 2023 | Magarsus | Damla Çıran | BluTV      | 8 episodios  |

## Discografía

### Individual
| Año  | Título             | Artista         |
| ---- | ------------------ | --------------- |
| 2019 | Ellerimde Çiçekler | Sümeyye Aydoğan |